# بهمن (نبات)
البهمن (الاسم العلمي Limonium narbonense)، نبات فارسي جبلي، له بعض الإستعمالات الطبية.

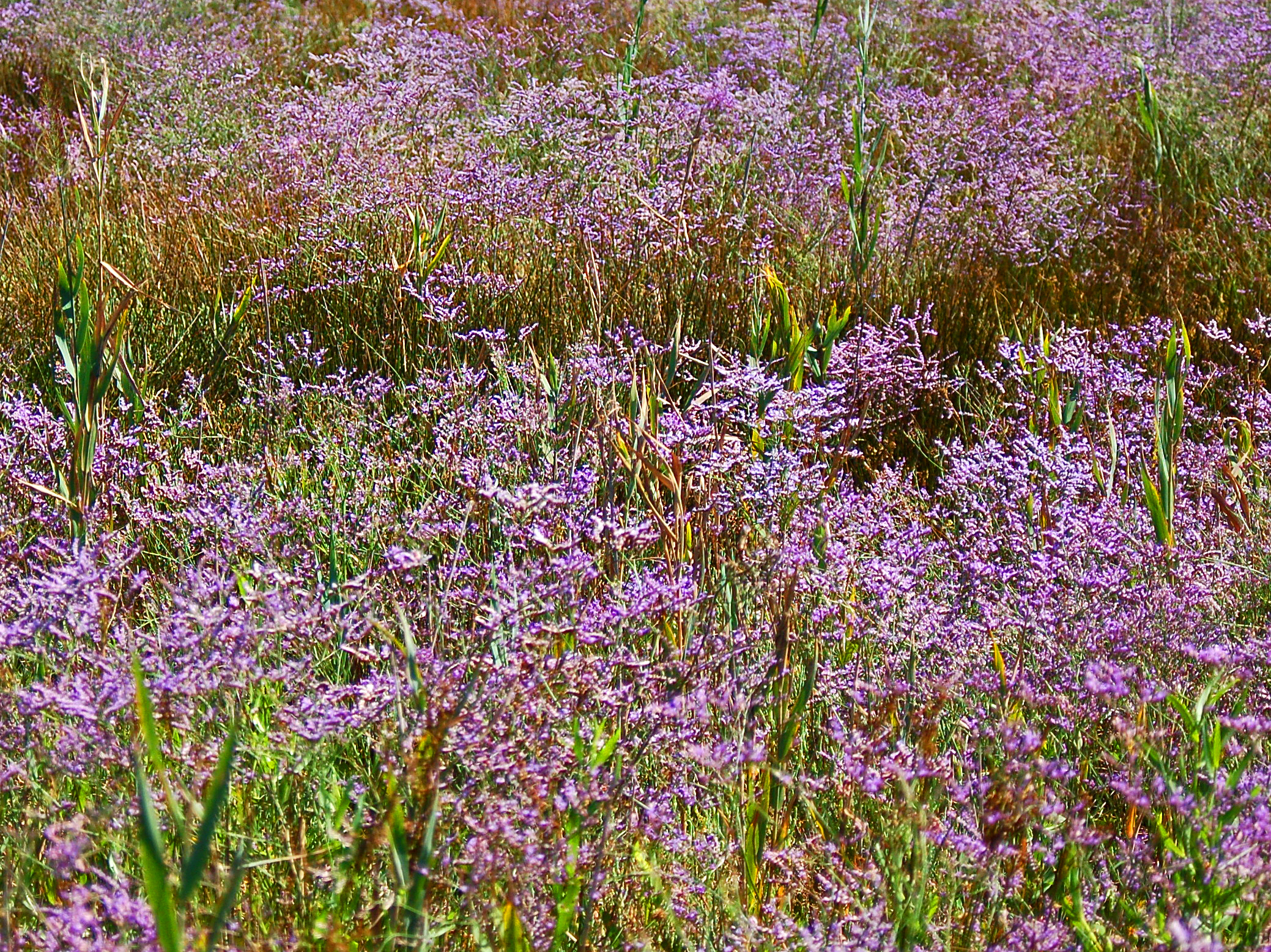
نبات البهمن

## الأسماءالشائعة
- آق بهمن (بالتركي)
- بهمن سفيد (فارسي)

## الموطن
أصله من بلاد فارس.

## وصفه
نبات فارسي جبلي يقوم على ساق بطول شبر واحد. وله أوراق مبسوطة كورق الإجاص لكنها شائطة.

## في الطب القديم
تستعل جذوره لأغراض طبية، وهي عروق بحجم الجزرة، مفتولة ومعوجّة رائحتها طيّبة وطعمها مقبول.

استعملها القدماء لتقوية القلب وزيادة الرغبة الجنسية.